# مالین اکرمان
مالین ماریا اُکرمان (به سوئدی: Malin Maria Åkerman) (زاده ۱۲ مه ۱۹۷۸) بازیگر، خواننده و مدل سوئدی-کانادایی است. وی بیشتر به عنوان بازیگر شهرت دارد.

## فیلم‌شناسی
فهرست برخی از فیلم‌هایی که مالین اکرمان در آنها به ایفای نقش پرداخته‌است:
- جمجمه (۲۰۰۰)
- کودک دل‌شکسته (۲۰۰۷)
- تهاجم (۲۰۰۸)
- ۲۷ لباس (۲۰۰۸)
- فرار زوج‌ها (۲۰۰۹)
- نگهبانان (۲۰۰۹)
- خواستگاری (۲۰۰۹)
- باشگاه بنگ بنگ (۲۰۱۰)
- رمانتیسم (۲۰۱۰)
- هتل نوآر (۲۰۱۲)
- دوران راک (۲۰۱۲)
- گرفتن .۴۴ (۲۰۱۲)
- دزدیده شده (۲۰۱۲)
- ایستگاه اعداد (۲۰۱۳)
- تو را در رویاهایم خواهم دید (۲۰۱۵)
- سوء رفتار (۲۰۱۶)
- رمپیج (۲۰۱۸)
- دوستی (۲۰۲۰)
- قاتلان (۲۰۲۲)